# Cartório

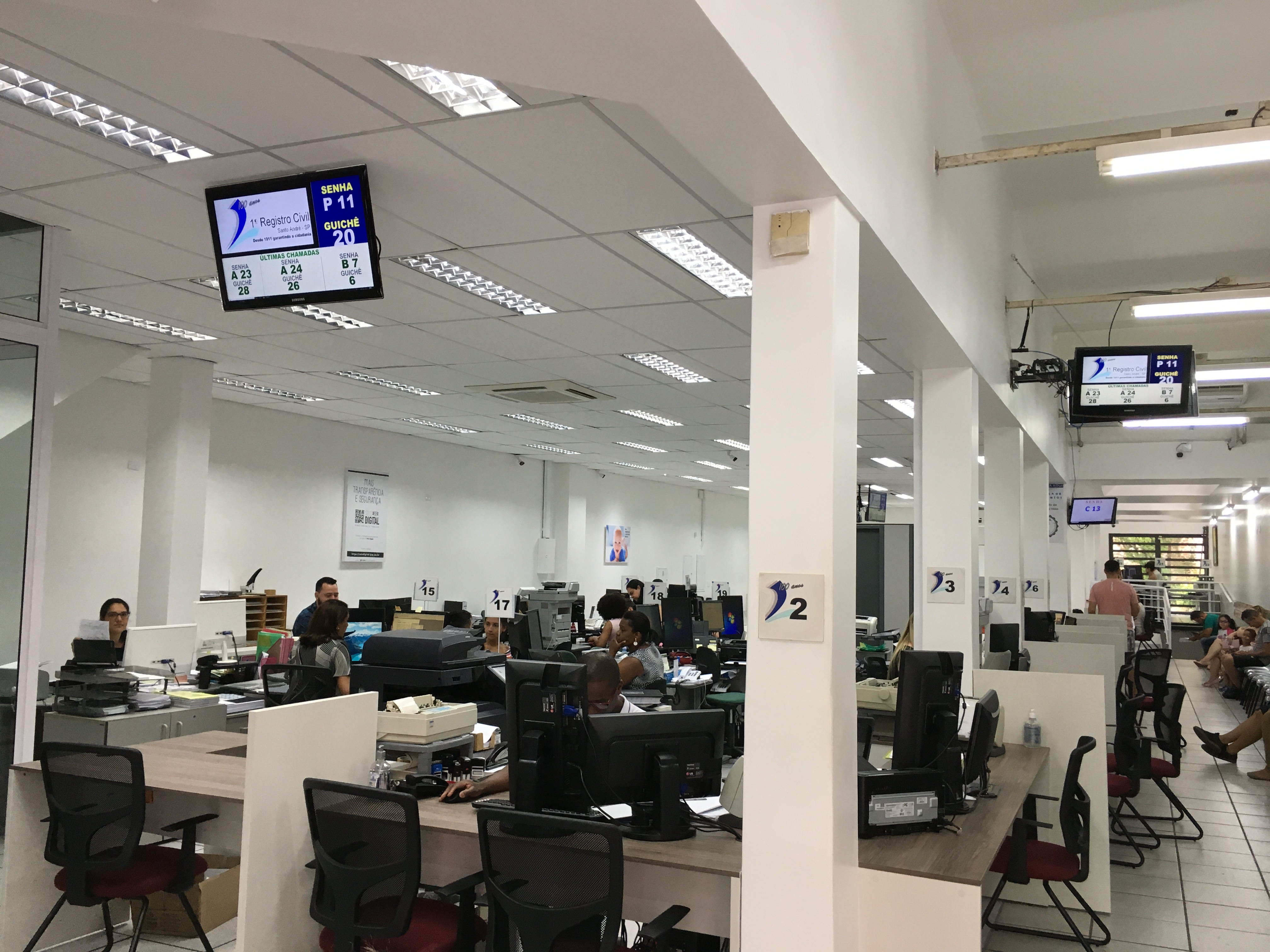
Sala de espera do cartório do 1º. Ofício de Registro Civil de Santo André (São Paulo).

Os Cartórios, também conhecidos como serventias extrajudiciais, são instituições fundamentais para a segurança jurídica no Brasil, pois garantem a publicidade, autenticidade, segurança e eficácia dos atos e documentos praticados na vida civil e econômica. Atualmente, embora os textos legais adotem a expressão "serviços notariais e de registro", o termo "cartório" permanece de uso corrente em todo o país.
A palavra "cartório" tem origem no latim charta que significa “papel” ou “documento”, mais o sufixo derivado de orius, aqui como formador de substantivos, e significa em sua origem "aquele que lida com papéis". Historicamente, o termo passou a designar os locais destinados à escrita, guarda e autenticação dos atos jurídicos. No Brasil, a tradição cartorial foi herdada do Direito Português, o qual estruturou os primeiros sistemas de registro e notariado. Mesmo que a Constituição Federal de 1988 (art. 236) e a Lei nº 8.935/1994 utilizem a expressão “serviços notariais e de registro”, a nomenclatura popular "cartório" permanece e reflete a longa tradição histórica desses estabelecimentos.

## Evolução Histórica
Durante o período colonial, os registros essenciais eram mantidos pelos oficiais da Igreja, que utilizavam os livros paroquiais para registrar batismos, casamentos e óbitos. Essa prática, enraizada nas Ordenações Filipinas, permitia a organização social e a comprovação de filiação e propriedade. Assim, as funções notariais estavam inicialmente ligadas à atividade eclesiástica.
A grande mudança ocorreu com a Proclamação da República, em 1889, que rompeu a dependência exclusiva da Igreja para os registros. A partir desse momento, o registro civil passou a ser de responsabilidade do Estado, criando-se, gradualmente, um sistema de serventias extrajudiciais com funções de registro e notariado. Esse novo sistema foi formalizado com a promulgação da Lei nº 6.015/1973 (Lei dos Registros Públicos) e, posteriormente, com a Lei nº 8.935/1994 (Lei dos Notários e Registradores), que estabeleceram critérios, prazos e a realização de concursos públicos para ingresso na carreira.
Nas décadas seguintes, os cartórios passaram por um processo de modernização e informatização, impulsionado pelo Conselho Nacional de Justiça (CNJ). A implementação de sistemas eletrônicos para emissão de certidões, o uso de plataformas digitais e a padronização dos procedimentos contribuíram para tornar o serviço mais transparente, ágil e seguro. Essas iniciativas permitiram que o Brasil se tornasse referência internacional em eficiência e capilaridade dos serviços extrajudiciais.
No Brasil, o termo passou a designar uma gama maior de competências além do tabelionato de notas, incluindo o registro civil de pessoas físicas e jurídicas, o registro de imóveis, o registro de títulos e documentos, os ofícios de protesto de títulos, e também os cartórios judiciais (varas) onde tramitam os processos de fóruns de qualquer natureza. Os cartórios extrajudiciais são aqueles que não estão ligados diretamente ao Poder Judiciário, que por sua vez denominam-se "cartórios judiciais".
Até a proclamação da República, o registro civil no Brasil era desempenhado pela Igreja, devido ao regime de padroado. Posteriormente, a função passou aos cartórios. Com a Constituição Federal (CF) de 1988, as antigos "serventias extrajudiciais" passaram a ser chamados oficialmente de Serviços Notariais e de Registro (art. 236). Entretanto, a denominação informal de "cartório" extrajudicial ainda é comum.
No passado, os cartórios eram considerados propriedade familiar e sua sucessão se dava de modo hereditário. A partir da nova CF, o ingresso na atividade passou a exigir concurso público, embora a implementação desta regra tenha demorado para ocorrer de fato.
A atividade notarial e registral foi regulamentada em 1994 pela Lei Federal n. 8.935.  A partir de então, temas como novidades de comunicação, informatização, formas de arquivamento de documentos, independência responsável da titularidade do serviço público, prestação de serviço a contento, foram desenvolvidos no referido diploma legal. De acordo com a norma, estes Serviços têm por fim "garantir a publicidade, autenticidade, segurança e eficácia dos atos jurídicos" (art. 1º). 

## Tipos de Cartórios
Os titulares dos Serviços Notoriais e de Registro (art. 3º) são chamados notário (ou tabelião) e oficial de registro (ou registrador), e podem se enquadrar nas seguintes categorias (art. 5º):
- Registro Civil das Pessoas Naturais e de Interdições e Tutela: Responsável pelo registro de nascimentos, casamentos, óbitos, emancipações, interdições e tutelas.
- Registro Civil das Pessoas Jurídicas e de Títulos e Documentos: Encargado do registro de atos constitutivos e alterações de sociedades simples, associações e fundações, além do registro de documentos diversos para fins de conservação e validade contra terceiros.
- Registro de Imóveis: Cuida da matrícula, registro e averbação de atos relativos a bens imóveis, garantindo a segurança jurídica nas transações imobiliárias.
- Tabelionato de Notas: Elabora escrituras públicas, procurações, testamentos, reconhece firmas e autentica cópias, conferindo fé pública aos documentos.
- Tabelionato de Protesto de Títulos: Responsável pelo protesto de títulos e outros documentos de dívida, formalizando a inadimplência do devedor.
- Registro de Distribuição: Realiza a distribuição equitativa de processos e títulos entre os cartórios competentes, evitando a concentração de serviços.
- Tabelionato e Registro de Contratos Marítimos: Especializado na lavratura e registro de contratos e atos relacionados a atividades marítimas.

### Serviços fideijurídicos
Serviços fideijurídicos é uma expressão proposta para designar "todas as atividades que analisam a conformidade de certo objeto ao ordenamento jurídico, em atendimento ao interesse da sociedade, e atestam essa conformidade, com presunção de veracidade". O conceito expressa três características principais:
1. A realização pelo ente competente de uma análise jurídica, ou seja, de que certo ato ou objeto está em conformidade com o Direito;
2. Que a análise realizada seja independente, ou seja, realizada por um ente que não seja, em nenhum caso, interessado na situação jurídica sendo modificada; e
3. A fé pública, que é a presunção legal de que o ato praticado está em conformidade com o Direito.

Embora a expressão seja primordialmente aplicada aos cartórios extrajudiciais, propõe-se que possa também abarcar outros serviços, desde que atendidos os três requisitos indicados, como, por exemplo, o registro de propriedade industrial e o registro de embarcações no Tribunal Marítimo.